# Autoroute A31
L'autostrada A31 (detta anche Autostrada Lorraine-Bourgogne) collega il confine franco-lussemburghese di Zoufftgen (come prosecuzione dell'Autoroute A3 (Lussemburgo)) a Beaune dove si unisce la A6.
Fa parte delle strade europee E25, E21, E23 e E17 da Langres; è lunga 349 km.
È priva di pedaggio dal confine con il Lussemburgo fino a Toul e serve le città di Thionville, Metz, Nancy e Digione.